# Sergei Jakowlewitsch Lemeschew

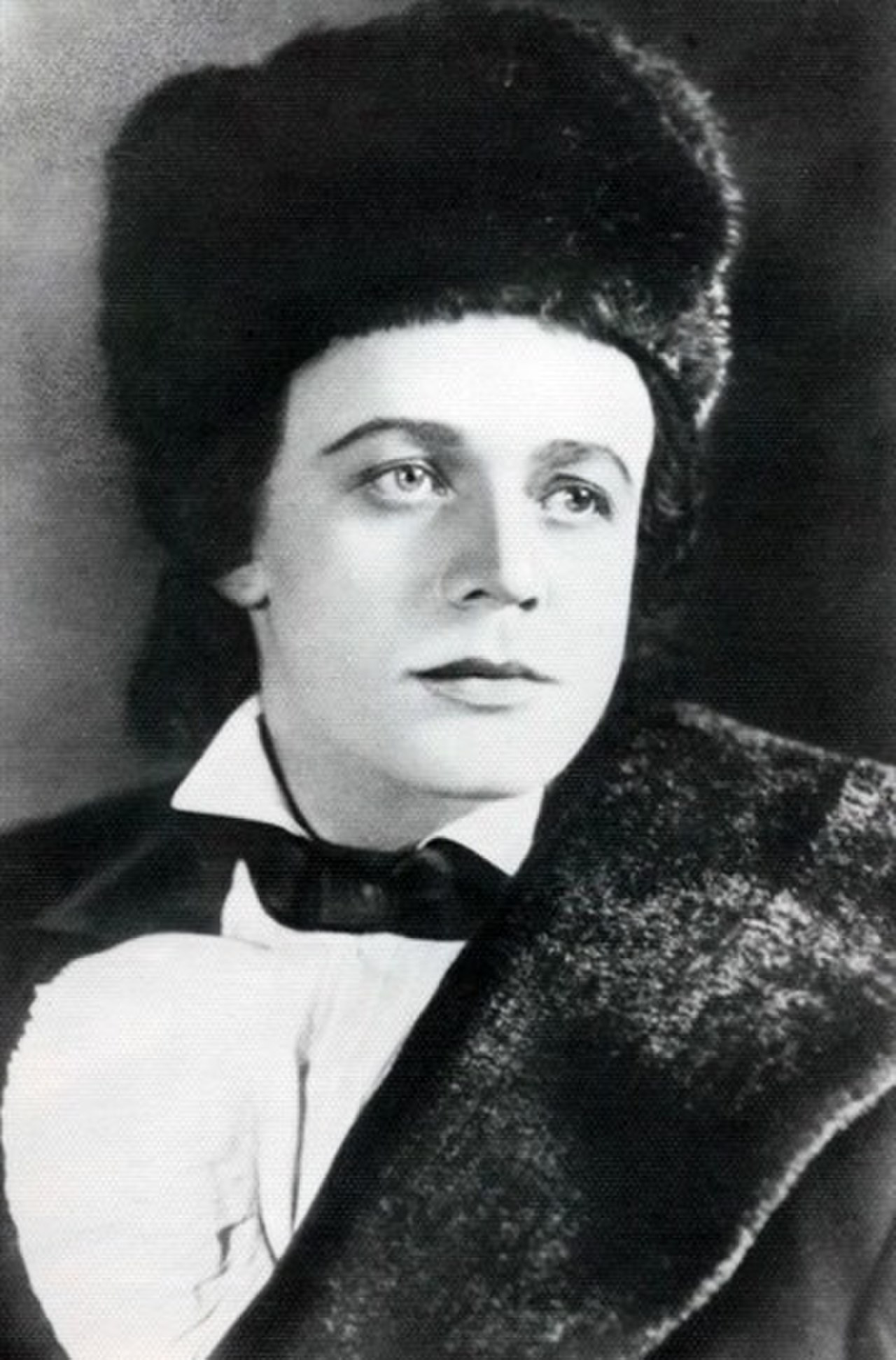
Sergei Jakowlewitsch Lemeschew

Sergei Jakowlewitsch Lemeschew (russisch Сергей Яковлевич Лемешев; * 27. Junijul. / 10. Juli 1902greg. in Staroje Knjasewo, Gouvernement Twer; † 26. Juni 1977 in Moskau) war ein sowjetischer Opernsänger.

## Leben und Werk
Von 1921 bis 1925 studierte Lemeschew am Moskauer Konservatorium und war anschließend in Swerdlowsk und Tiflis tätig. 1931 wurde er in die Truppe des Bolschoi-Theaters aufgenommen und blieb dort bis 1965. 1940 spielte er im Film „Musykalnaja Istorija“ einen Taxifahrer, der dank seines Gesangstalents am Bolschoi-Theater aufgenommen wird.
1941 war Lemeschew unter den ersten Trägern des Stalinpreises, 1948 wurde er als Volkskünstler der UdSSR ausgezeichnet. Ferner erhielt er den Leninorden, das Ehrenzeichen der Sowjetunion und Medaillen.
Sein Bühnenrepertoire umfasste russische, italienische, französische und deutsche Opern. Seine erfolgreichste Rolle – Lenski in Tschaikowskis Eugen Onegin – sang er mehr als 500 Mal. Zu seinen berühmten Partien gehörten u. a. Barendej in Rimski-Korsakows Schneeflöckchen, Wladimir in Borodins Fürst Igor, Rodolfo in Puccinis La Bohème, Alfredo in Verdis La traviata, Roméo in Gounods Roméo et Juliette sowie die Titelpartien in Massenets Werther und Wagners Lohengrin.
Der Tenor war in allen Schichten und Nationen der UdSSR populär. Insbesondere seine Volkslied-Interpretationen waren bekannt, u. a.   
„Ах ты душечка“ („Ach, ty duschetschka“), „Ты постой, постой красавица моя“ („Ty postoi, postoi krassawiza moja“) und „Скажите, девушки, подружке вашей“ („Dicitencello Vuje“: „Skaschite, dewuschki podruschke waschei“).